# Grandview, Iowa
Grandview là một thành phố thuộc quận Louisa, tiểu bang Iowa, Hoa Kỳ. Năm 2010, dân số của thành phố này là 556 người.

## Dân số
Dân số qua các năm:
- Năm 2000: 600 người.
- Năm 2010: 556 người.